# Vasilij Semjonovič Adonkin
Vasilij Semjonovič Adonkin, sovjetski vojaški pilot in letalski as, * 7. april 1913, † 17. marec 1944 (KIA).
Adonkin je v svoji vojaški karieri dosegel 16 samostojnih in 6 skupnih zračnih zmag.

## Življenjepis
Med drugo svetovno vojno je bil pripadnik Letalstva Severne flote: 78. in 255. lovskega letalskega polka Vojnega letalstva Severne flote
Opravil je več kot 400 bojnih poletov z I-153, Hurricane in P-40 Tomahawk.